# Distretto di Kapoe
Il distretto di Kapoe (in thailandese: กะเปอร์) è un distretto (amphoe) della Thailandia, situato nella provincia di Ranong.